# Scheideweg (Radevormwald)
Scheideweg ist eine Hofschaft in Radevormwald im Oberbergischen Kreis im nordrhein-westfälischen Regierungsbezirk Köln in Deutschland.

## Lage und Beschreibung
Die Hofschaft liegt im Norden des Stadtgebiets direkt an der Bundesstraße 483. Ein kleiner Industriebetrieb ist hier angesiedelt. Die Kreisstraße 7 und die Zufahrtsstraße zum westlich gelegenen Nachbarort Rochollsberg bilden hier eine Straßenkreuzung  mit der Bundesstraße. Weitere Nachbarorte sind Brunshöh, Vor der Mark und Wellringrade.
Politisch wird die Hofschaft durch den Direktkandidaten des Wahlbezirks 170 im Rat der Stadt Radevormwald vertreten.

## Geschichte
In der historischen topografische Karte von 1892 bis 1894 ist an der Stelle der Hofschaft erstmals ein Gebäudegrundriss und ein umgrenzter Hofraum verzeichnet. Die Benennung der Hofschaft mit „Scheideweg“ ist ab der topografischen Karte von 1954 belegt.

## Busverbindungen
Über die im Ort gelegene Haltestelle der Linie 339 (VRS/OVAG) ist Scheideweg an den öffentlichen Personennahverkehr angebunden.